# So Long
So Long (englisch: „Machs gut (für heute)“) ist ein Song von ABBA aus dem Jahre 1974. Komponiert wurde er von Benny Andersson und Björn Ulvaeus, die Lead Vocals übernahmen Agnetha Fältskog und Anni-Frid Lyngstad gemeinsam. Im November 1974 wurde der Titel mit der B-Seite I’ve Been Waiting for You als Single ausgekoppelt. Außerdem existiert ein gleichnamiger Track aus dem Drum-and-Bass-Genre von den Produzenten Seba und Lotek.

## Entstehung
Nach dem internationalen Erfolg mit Waterloo begann die Gruppe im August 1974 mit den Arbeiten für ihr drittes Album. So Long war eines der ersten Lieder, das für dieses Album aufgenommen wurde. Die Sessions begannen am 22. August 1974; über die nächsten zwei Monate wurde das Lied noch diversen Überarbeitungen unterzogen. Es schien genau das richtige Lied zu sein, da der Rhythmus, das Arrangement und die Dynamik wohl am besten zum Erfolgstitel Waterloo passten. Letztlich stellte sich die Single-Veröffentlichung jedoch als falsche Entscheidung heraus, was Andersson später auf das Glen Studio schob, in dem So Long und andere Songs aufgenommen wurden.

„Die Aufnahmen, die wir dort gemacht haben, fielen nie besonders gut aus. Sie waren viel zu hart und irgendwie metallisch“

## Erfolg und Misserfolg
Die Single war ein Versuch, in den britischen Charts wieder Platz 1 zu erreichen, was allerdings misslang. In Großbritannien kam die Single nicht einmal in die Charts, ebenso wenig wie in den Vereinigten Staaten oder in der Schweiz. Lediglich in einigen europäischen Ländern schaffte es So Long in die Top 10, so zum Beispiel in Österreich auf Platz drei. Zu diesem Erfolg dürfte vor allem ein Auftritt in der Musiksendung Spotlight geführt haben, die vom ORF im November 1974 begleitend zur Tournee von ABBA im österreichischen Fernsehen ausgestrahlt wurde. In Deutschland erreichte die Single Platz 11.